# Río Chiquito
El ejido denominado río Chiquito (en lengua chinanteca, Myy, águila, piih, pequeña, o bien Móh, cerro,  piih, pequeño)[cita requerida] es uno de los ejidos que conforman el municipio de Santiago Jocotepec al noreste del estado de Oaxaca en México. Pertenece a la región cultural conocida como Chinantla Baja en la Cuenca del Papaloapan. Este ejido de origen Chinanteco comprende las localidades Río Chiquito, Cerro Caliente y el Rancho Santa Elena. Limita al norte con los ejidos San Pedro Tepinapa Ejidal y su anexo Ojo de Agua, Luis Echeverría y San Jacobo, al sur con las comunidades de Santiago Jocotepec y San Pedro Tepinapa Comunal, al este con el Ejido Monte Negro y al oeste con el Ejido San Pedro Tepinapa Ejidal y su anexo Ojo de Agua.
Según el Registro Agrario Nacional, en sus perimetrales de la propiedad social del estado de Oaxaca, el ejido tiene una superficie de 4487.5 hectáreas.

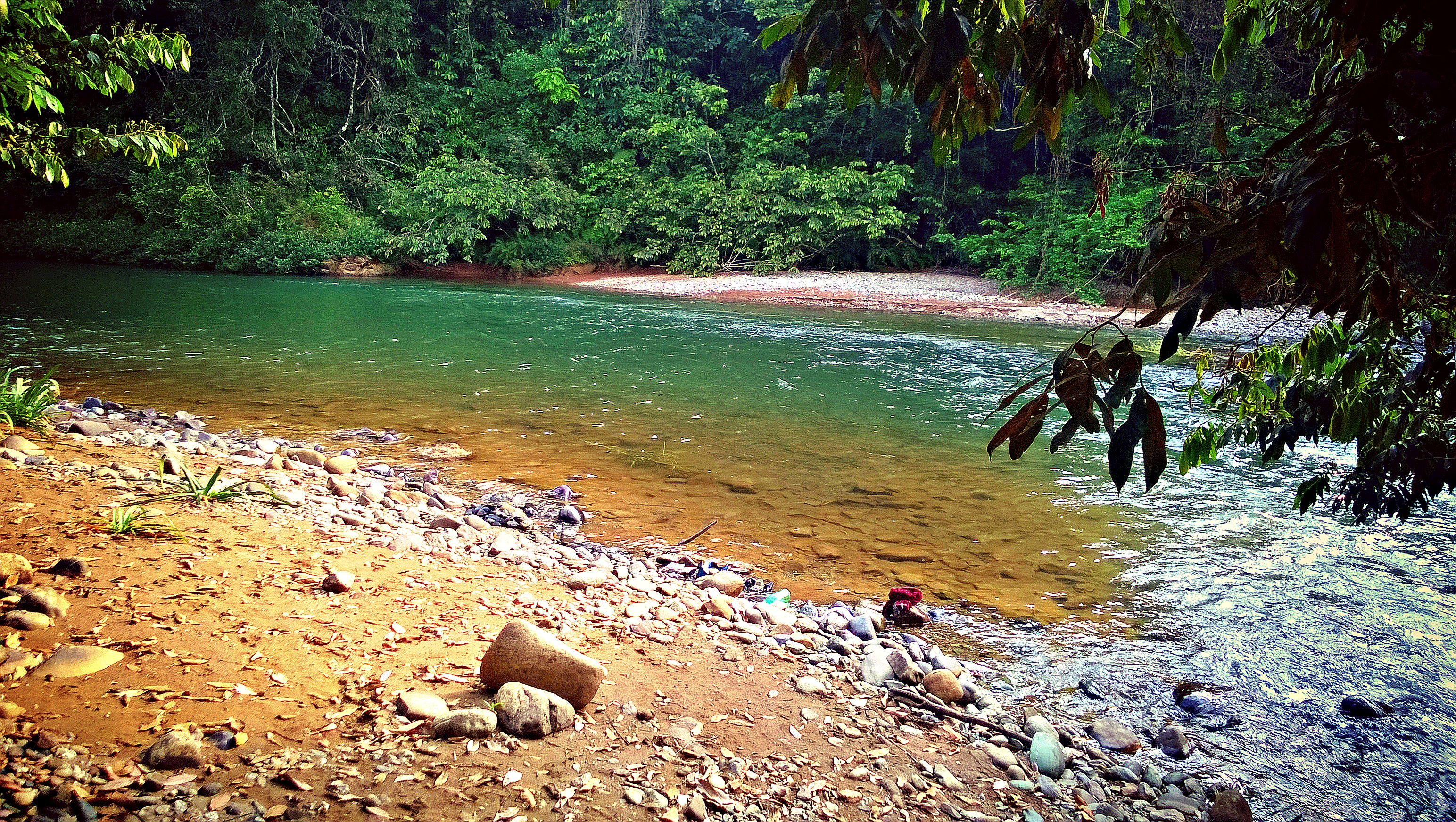
Vista panorámica del río Chiquito, en el ejido del mismo nombre.

Su geografía es propia de sierras altas, bajas y valle ramificado con lomeríos típicos del cual destaca la Sierra Chinanteca al Sur del ejido y el Cordón 20 Cerros al norte, mientras que en el centro del ejido se encuentra el Valle del Río Chiquito. Debido a esta compleja geografía se da lugar a la formación de varios arroyos, del cual el principal cauce es el Río Chiquito que se forma a una altitud de 2059 m s. n. m. en el municipio de San Juan Petlapa y desemboca en el río Manso, en el ejido San Jacobo a una altitud de 60 m s. n. m., municipio Santiago Jocotepec.[cita requerida]

## Flora y fauna
La flora es propia de selvas húmedas, en particular de la selva mediana perennifolia y alta perennifolia, así como la fauna.

## Población
La población del ejido en la actualidad es de aproximadamente 2117 personas, de acuerdo al Censo de población y vivienda de INEGI del 2015. 
El 80 por ciento de la población habla chinanteco, una de las lenguas originarias del México prehispánico.[cita requerida]
Estimación de la población al 2030, con datos de 1990-2010 del INEGI
| Año  | Población |
| 1990 | 1395      |
| 1995 | 1372      |
| 2000 | 1738      |
| 2005 | 1825      |
| 2010 | 1940      |
| 2015 | 2117      |
| 2020 | 2271      |
| 2025 | 2426      |
| 2030 | 2580      |

## Actividades productivas

### Agricultura
La agricultura se realiza en las riberas del río chiquito y en algunas partes de la sierra, siendo la predominante el temporal en tierras bajas. Se cultiva principalmente el maíz, frijol, chile, cilantro, cebollín morado, plátano, sandía, calabaza, yuca y camote.
El rendimiento promedio de maíz ronda las 2 toneladas por hectáreas con maíz criollo y las 5 toneladas con variedades mejoradas.

### Ganadería
Es la actividad predominante del ejido, se realiza en más de 2000 ha de la superficie ejida, tanto de lomerío como partes bajas. Se caracteriza por ser pie de cría o engorda y en menor medida para leche. Las principales razas de ganado son; cebú y suizo americano.

### Piscicultura
Es la actividad con menor presencia, se produce mojarra blanca y tilapia en estanques cercano a los arroyos existentes.
En la actualidad el ejido se encuentra en proceso de degradación, principalmente por deforestación a causa de la ganadería;  así mismo afectación negativa de fertilizantes y pesticidas a los arroyos y ríos .Una de las consecuencias más visibles en los últimos años han sido las inundaciones, provocado por pérdida de cobertura forestal. 

## Clima
De acuerdo a la clasificación de Köppen, modificado por García (1998), se presenta un clima Am(e)g Cálido, húmedo con lluvias en verano (lluvia invernal entre 5 y 10 %), temperatura anual extremosa, marcha anual de la temperatura del tipo Ganges, con precipitación del mes más seco mayor de 40 mm; lluvias entre verano e invierno mayores al 18% anual. Temperatura media anual que van desde los 21.9 °C a 29.2 °C.
Los datos registrados en la estación 00020189 Zapote del Servicio Meteorológico Nacional, arrojan datos de precipitación anual de cerca de 3000 mm, llegando incluso a precipitar más de 1000 mm en un solo mes, lo que favorece el intemperismo y la erosión en la zona si no existe cubierta vegetal.

### Precipitación mensual
En la estación 00020189 Zapote del Servicio Meteorológico Nacional:
| Mes            | ene   | feb  | mar   | abr   | may   | jun   | jul      | ago      | sep   | oct   | nov   | dic   | Total  |
| Normal         | 76.2  | 69.2 | 54.5  | 62.5  | 131.7 | 405.9 | 565.6    | 497.4    | 480.7 | 263.2 | 129.5 | 103.8 | 2840.2 |
| Máxima mensual | 179.5 | 171  | 213.7 | 191.2 | 452.2 | 772   | 1,002.30 | 1,134.00 | 825.5 | 534   | 295.8 | 247.3 |        |
| Año de máxima  | 2008  | 1966 | 2000  | 1976  | 2000  | 1978  | 1958     | 2010     | 1983  | 1959  | 1961  | 1968  |        |